# Rybnica (jezioro na Białorusi)
Rybnica (biał. Рыбніца) – jezioro na Białorusi w rejonie grodzieńskim w basenie rzeki Pyranka.
Rybnica ma powierzchnię 2,48 km², długość wynosi 4,76 km, zaś maksymalna szerokość – 0,9 km. Maksymalna głębokość wynosi 7,7 m. Powierzchnia zlewni to 403 km². Nachylenie stoków waha się od 3-5 do 17 m. Linia brzegowa meandruje. Dno jeziora jest piaszczyste, głębiej pokryte sapropelem. Rybnica na północy łączy się z Jeziorem Białym.